# Шахдол (округ)
Шахдол (англ. Shahdol) — округ в індійському штаті Мадх'я-Прадеш. Утворений в 1948 році. Адміністративний центр — місто Шахдол. Площа округу — 9952 км². За даними загально індійського перепису 2001 року населення округу становило 908 148 чоловік. Рівень грамотності дорослого населення був 58,7 %, що трохи нижче середньоіндійського рівня (59,5 %). Частка міського населення становила 25,3 %.15 серпня 2003 року з частини території округу Шахдол був утворений самостійний округ Ануппур.
| Індія | Це незавершена стаття з географії Індії. Ви можете допомогти проєкту, виправивши або дописавши її. |

1. ↑  перепис населення Індії в 2011 році